# Nådens ordning

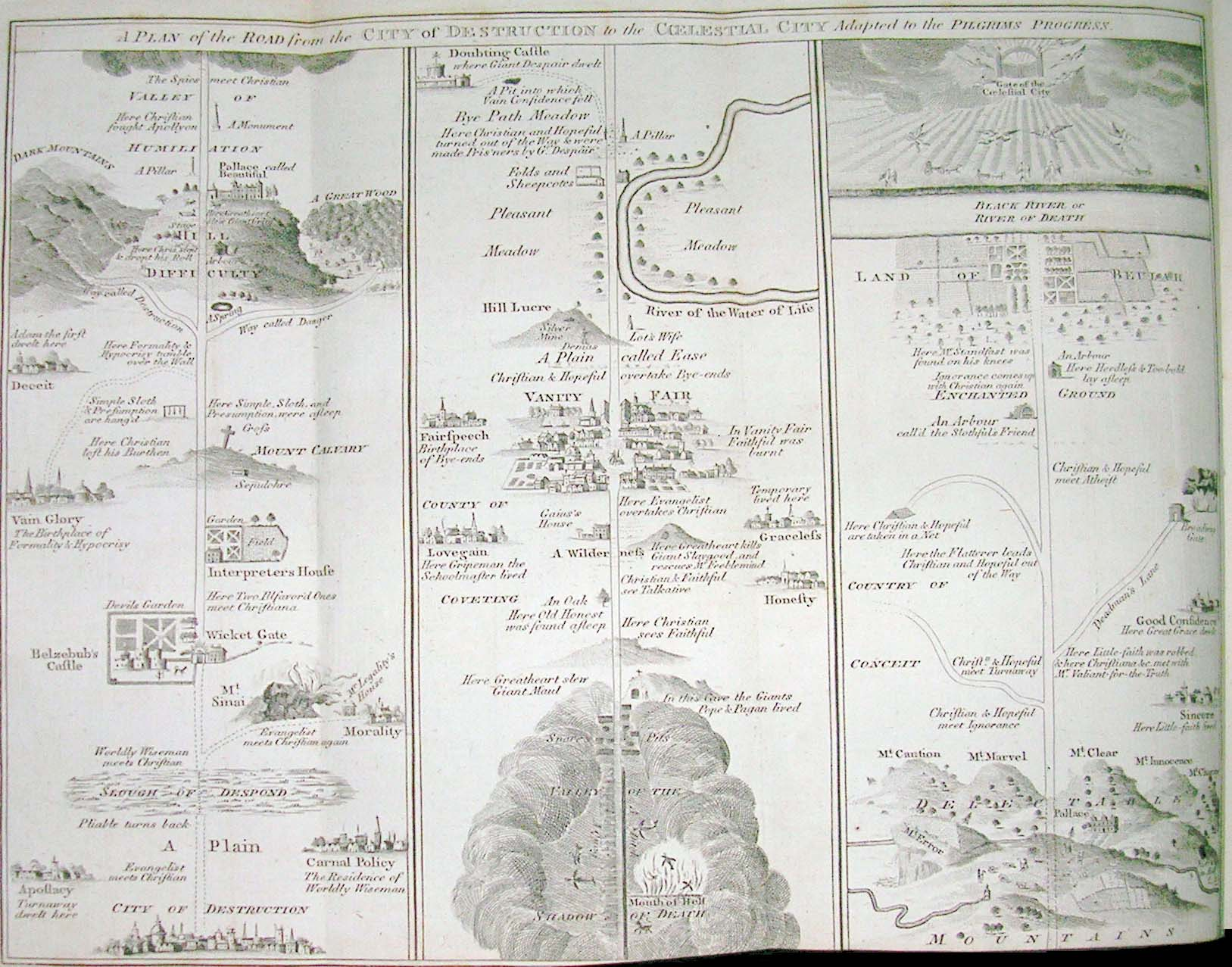
En karta ur John Bunyans bok Kristens resa, som på ett allegoriskt sätt beskriver vägen till frälsning som en pilgrimsresa.

Nådens ordning (Latin: Ordo salutis) är en teologisk fackterm, syftande på ett antal olika, men likartade, konfessionella synsätt på hur kristna människors trosliv anses stegvis uppkomma och utvecklas.

## Förhistoria
Skiftande försök att beskriva det inre livets stadier existerade långt innan uttrycket "nådens ordning" som sådant uppkom. Ett tidigt exempel finns exempelvis redan i Romarbrevet 8:29-30.
Skrifter författade under pseudonymen Dionysios Areopagita använde i början av 400-talet en tredelad beskrivning av Guds handlande med människan, i form av "rening, upplysning och förening". Denna indelning blev mycket inflytelserik i både östkyrkor (där den populariserades av Johannes från Damaskus och Gregorios Palamas) och västkyrkor (där modellen förekommer hos Hugo av Sankt Victor och Bonaventura).
I Martin Luthers lilla katekes förekommer formuleringen att den helige Ande "kallar genom evangelium, upplyser med sina gåvor, helgar och behåller i en rätt tro". I efterhand skulle den pietistiska rörelsen projicera in en tidsföljd i detta, och så utveckla en lära om "nådens ordning".

## Lutherska föreställningar om nådens ordning
Uttrycket ordo salutis förekommer för första gången i den lutherske filosofen Christian Wolffs skrifter. Wolffs teologi förenade lutherskt ortodoxa och upplysningstida drag. Den svenske lutherske prästen Anders Nohrborg författade en postumt utgiven postilla med nådens ordning som tema: Den fallna människans salighetsordning (1771), som förenar wolffianska och pietistiska drag.

### Den schartauanska nådens ordning
Mest inflytelserik inom Svenska kyrkan har kanske Henrik Schartaus lära om nådens ordning varit, då den fick genomslag först i bohuslänska, dalsländska och västgötska former av gammalkyrklighet, och senare även i småländska och blekingska former av gammalkyrklighet. Under 1900-talets lopp har den schartauanska nådens ordning populariserats utanför gammalkyrkligheten genom Bo Giertz, Olov Hartman, Hans Åkerberg och Owe Wikström.
Denna version av nådens ordning, består av följande stadier:
- Kallelsen genom evangelium
- Uppväckelsen genom lagen (pliktkänsla)
- Upplysningen genom lagen (insikt om skuld)
- Omvändelsen genom evangelium (insikt om nåden)
- Pånyttfödelsen
- Rättfärdiggörelsen
- Heliggörelsen och behållandet i en rätt tro

Den schartauanska nådens ordning kännetecknas i synnerhet av tre egenheter: 
- Pånyttfödelsen och rättfärdiggörelsen anses sammanfalla
- Till skillnad från nådemedelsbaserad spiritualitet, men karaktäristiskt för pietismen, psykologiseras pånyttfödelsen, och lösgörs så från dopet
- Till skillnad från yngre väckelserörelser används ordet "omvändelse" vare sig om kallelsen genom evangelium (upplevelsen av väckelsemöten eller väckelsepredikningar, som i gammalkyrklig teologi anses karaktäriseras av tillfälliga och övergående "nådesrörelser") eller om uppväckelsen genom lagen (den pliktkänsla som anses vara åsyftad av det grekiska ordet metanoia), utan om upplevelsen av tillit till försoningen som anses vara åsyftad av den grekiska glosan epistrofe i Luk. 22:32 (Bibel 2000: "vänt tillbaka").

En modifierad variant av den schartauanska nådens ordning återgavs av Ebbe Gustaf Bring i 1878 års (av Svenska kyrkan officiellt antagna) förklaring till Martin Luthers lilla katekes. Hela förloppet kallas här "helgelse".

## Reformerta föreställningar om nådens ordning
Under pietismens inflytande utvecklade reformerta teologer egna versioner av nådens ordning, ofta under inflytande av Rom. 8:29-30, och med en stark betoning av den eviga förutbestämmelsen till salighet eller osalighet. På 1900-talet kritiserade Karl Barth föreställningen om nådens ordning som ett osunt "psykologiserande" av frälsningen.